# إصلاح الرعاية الصحية في الولايات المتحدة

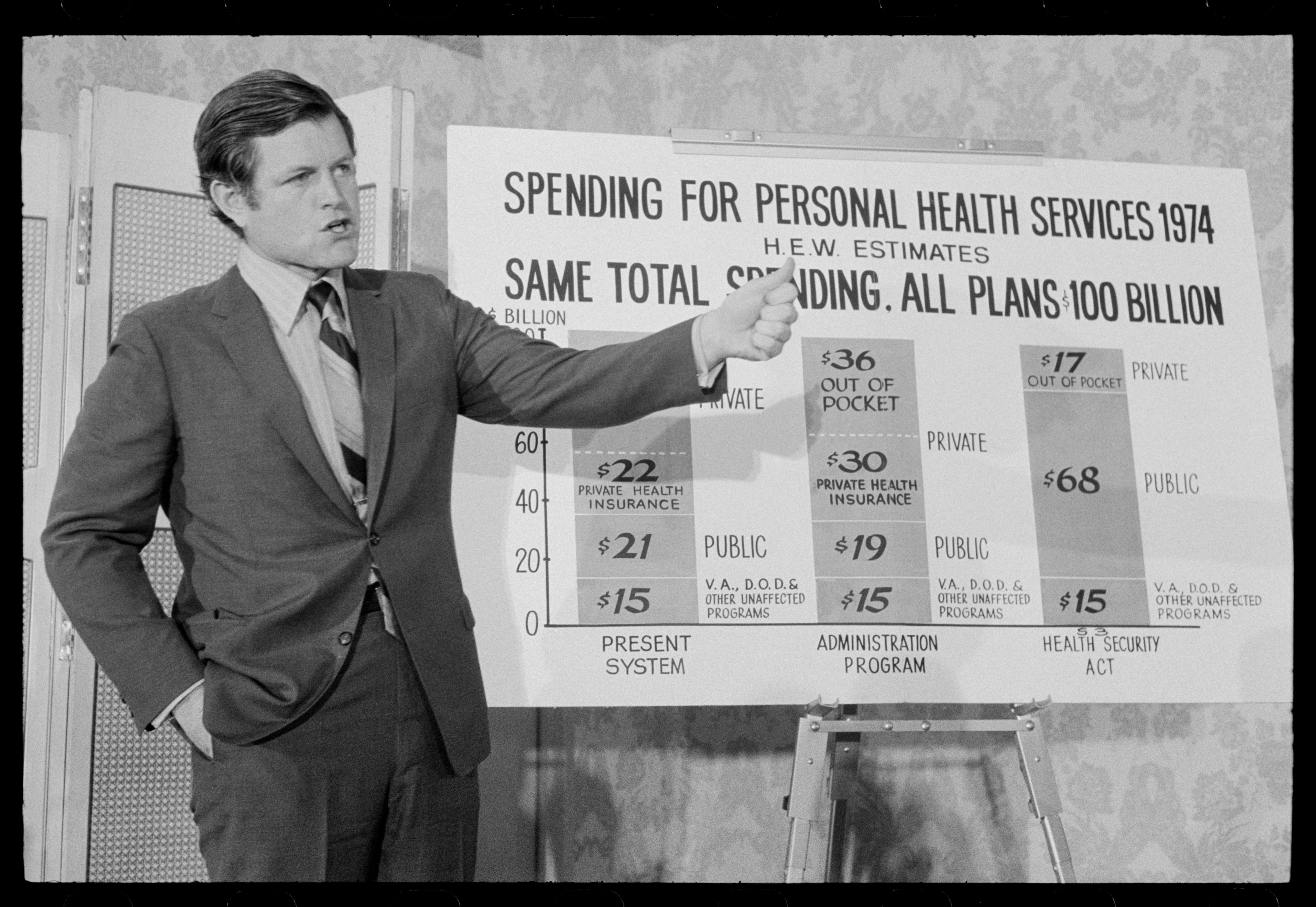
السيناتور تيد كينيدي يتحدث إلى الاتحاد الأمريكي لموظفي الولايات والمقاطعات والبلديات حول مشروع قانون الصحة - 1971

إصلاح الرعاية الصحية في الولايات المتحدة ليس بالجديد، إذ اقتُرحت الإصلاحات كثيرًا ولكن نادرًا ما أُنجزت. اعتُمد إصلاح تاريخي في عام 2010، من خلال قانونين اتحاديين سُنّا في عام 2010: قانون الرعاية الصحية الأمريكي، الموقع في 23 مارس 2010، وقانون التوفيق بين الرعاية الصحية والتعليم لعام 2010، الذي عدل قانون الرعاية الصحية الأمريكي وأصبح قانونًا في 30 مارس 2010.
يستمر طرح الاقتراحات لإصلاحات نظام الرعاية الصحية الأمريكي، وكذلك المقترحات الملحوظة التي تشمل الرعاية الصحية أحادية الدفع، وتخفيض رسوم الرعاية الطبية مقابل الخدمة. يشمل قانون الرعاية الصحية الأمريكي وكالة جديدة، تتمثل بمركز ابتكار لميديكير وميديكيد، والذي يهدف إلى البحث عن أفكار الإصلاح من خلال المشاريع التجريبية.

## الدوافع
وجدت المقارنات الدولية المتعلقة بالرعاية الصحية أن الولايات المتحدة تنفق عن كل فرد أكثر مما تنفقه الدول المتقدمة الأخرى المماثلة، لكنها أقل كفاءة من تلك الدول في مختلف المقاييس الصحية، مما يشير إلى وجود درجة من عدم الكفاءة والهدر. تعاني الولايات المتحدة أيضًا من نقص كبير في التأمين والالتزامات الكبيرة المرتقبة غير الممولة من الشيخوخة الديموغرافية وبرامج التأمين الاجتماعي ميديكير وميديكيد (يوفر ميديكيد رعاية مجانية طويلة الأجل للمسنين الفقراء). حفزت التأثيرات المالية والإنسانية لهذه القضايا طرح مقترحات الإصلاح.
بلغت تكاليف الرعاية الصحية في الولايات المتحدة حوالي 3.2 تريليون دولار أمريكي أو ما يقرب من 10000 دولار أمريكي لكل شخص في المتوسط في عام 2015. تشمل الفئات الرئيسية للنفقات الرعاية في المستشفيات (32%)، والأطباء والخدمات السريرية (20%)، والأدوية الموصوفة (10%). كانت تكاليف الولايات المتحدة في عام 2016 أعلى بكثير من دول منظمة التعاون الاقتصادي والتنمية الأخرى، إذ بلغت 17.2% من إجمالي الناتج المحلي مقابل 12.4% من إجمالي الناتج المحلي للبلد الذي تلاها (سويسرا). يمثل هذا الاختلاف في الناتج المحلي الإجمالي والبالغ 5% حوالي 1 تريليون دولار أو 3000 دولار للفرد. تتضمن بعض الأسباب العديدة لفرق التكلفة مع البلدان الأخرى ما يلي: ارتفاع التكاليف الإدارية للأنظمة الخاصة ذات عمليات الدفع المتعددة، وارتفاع تكاليف نفس المنتجات والخدمات، وارتفاع تكاليف حجم/مزيج الخدمات ذات الاستخدام الأعلى للمتخصصين الأعلى أجرًا، والعلاج المكثف للمرضى المسنين مقابل الرعاية التلطيفية، وتراجع التدخل الحكومي في التسعير، وارتفاع مستويات الدخل المؤدية إلى زيادة الطلب على الرعاية الصحية.
تعدّ تكاليف الرعاية الصحية محركًا أساسيًا لتكاليف التأمين الصحي، مما يؤدي إلى تحديات في القدرة على تحمل التكاليف لملايين العائلات. يستمر الجدال حول فعالية كل من القانون (قانون الرعاية الصحية الأمريكي/أوباماكير) والبدائل الجمهورية (وكالة إدارة الرعاية الصحية، وقانون توفيق الرعاية الأفضل) في مواجهة تحدي التكلفة.
تكبدت الولايات المتحدة أعلى التكاليف في العالم فيما يتعلق بالرعاية الصحية وذلك بالنسبة لحجم الاقتصاد (الناتج المحلي الإجمالي)، وفقًا لإحصاءات البنك الدولي لعام 2009، رغم افتقار ما يقدر بنحو 50 مليون مواطن (حوالي 16% من عدد السكان المقدر في سبتمبر 2011 والبالغ 312 مليونًا) للتأمين. علق الملياردير وارن بافيت في مارس 2010، على أن التكاليف المرتفعة التي تدفعها الشركات الأمريكية مقابل الرعاية الصحية لموظفيها تضعهم في وضع تنافسي ضعيف.
أدى وصول حوالي 77 مليون نسمة من مواليد فترة طفرة المواليد إلى سن التقاعد وإلى جانب الزيادات السنوية الكبيرة في تكاليف الرعاية الصحية لكل شخص، إلى فرض ضغوط هائلة على ميزانية حكومات الولايات والحكومات الفيدرالية، لا سيما من خلال الإنفاق على ميديكير وميديكيد (يوفر ميديكيد رعاية طويلة الأجل للمسنين الفقراء). يعتمد الحفاظ طويل الأجل على أموال الحكومة الفيدرالية الأمريكية بشكل كبير على إدارة تكاليف الرعاية الصحية.

### تكلفة التأمين وتوافره
انخفض عدد أصحاب العمل الذين يقدمون التأمين الصحي، وتزايدت تكاليف التأمين الصحي الذي يدفعه صاحب العمل: زادت أقساط التأمين للأسرة بنسبة 78% بين عامي 2001 و2007، بينما ارتفعت الأجور بنسبة 19% وارتفعت الأسعار بنسبة 17%، وذلك وفقًا لمؤسسة قيصر فاميلي. يختلف التأمين الخاص في الولايات المتحدة اختلافًا كبيرًا في تغطيته حتى بالنسبة للموظفين. قدرت دراسة أجراها صندوق الكومنولث ونشرت في الشؤون الصحية عدم امتلاك حوالي 16 مليون من البالغين في الولايات المتحدة للتأمين في عام 2003. وُجد ميل واضح لقيام الأشخاص غير المؤمّن عليهم بالتخلي عن الرعاية الصحية، والإبلاغ عن الضغط المالي بسبب الفواتير الطبية، واختبار فجوات التغطية لعناصر مثل الأدوية الموصوفة، مقارنة بأولئك المؤمّن عليهم بشكل كافٍ. وجدت الدراسة أن نقص التأمين يؤثر بشكل غير متناسب على ذوي الدخل المنخفض، إذ أن 73% من الأشخاص الذين يعانون من نقص التأمين في مجتمع الدراسة لديهم دخل سنوي أقل بنسبة 200٪ من مستوى الفقر الفيدرالي.
وجدت دراسة نشرتها مؤسسة قيصر فاميلي في عام 2008، أن خطة المؤسسة المفضلة لتوفير التأمين لدى أصحاب الشركات الكبيرة في عام 2007، كانت أكثر سخاءً من الخيار القياسي لميديكير أو برنامج المزايا الصحية للموظفين الفيدراليين. تتمثل إحدى مؤشرات عواقب التغطية الصحية غير المتسقة للأمريكيين في دراسةٍ في الشؤون الصحية، خلصت إلى أن نصف حالات الإفلاس تنطوي على فواتير طبية، بينما تعارض مصادر أخرى ذلك.
يتسبب عدم كفاية التأمين في خسائر صحية، إذ وجدت دراسة أجرتها جامعة هارفارد عام 2009 ونشرت في المجلة الأمريكية للصحة العامة أن أكثر من 44800 حالة وفاة سنويًا من الوفيات الزائدة في الولايات المتحدة كانت بسبب افتقار الأمريكيين إلى التأمين الصحي. قدر تحليل عام 1997 لإجمالي السكان في الولايات المتحدة، سواء المؤمن عليهم أو غير المؤمن عليهم، أن عدد الذين يموتون بسبب نقص الرعاية الطبية بلغ 100000 شخص سنويًا. وجدت دراسة عن آثار قانون الرعاية الصحية الشاملة في ولاية ماساتشوستس (الذي دخل حيز التنفيذ في عام 2006) انخفاضًا بنسبة 3% في معدل الوفيات بين الأشخاص الذين تتراوح أعمارهم بين 20 و64 عامًا، أي حالة وفاة واحدة لكل 830 شخصًا من المؤمّن عليهم. لم تجد دراسات أخرى أي تغيير في معدل الوفيات، مثل تلك التي درست التوزيع العشوائي لتأمين ميديكيد للأشخاص ذوي الدخل المنخفض في ولاية أوريغون في عام 2008.
شكلت تكلفة التأمين الدافع الأساسي لإصلاح نظام الرعاية الصحية في الولايات المتحدة، واقتُرح العديد من التفسيرات المختلفة لأسباب ارتفاع تكاليف التأمين وكيفية التعامل معها. كان تطوير المجمع الطبي الصناعي دافعًا لإصلاح الرعاية الصحية. يرتبط ذلك بالحجج الأخلاقية لإصلاح الرعاية الصحية، وتأطير الرعاية الصحية كمصلحة اجتماعية، إذ من اللّاأخلاقي حرمان الناس على أساس الوضع الاقتصادي. ينبع الدافع وراء إصلاح الرعاية الصحية استجابة للمجمع الطبي الصناعي أيضًا من قضايا عدم المساواة الاجتماعية، وتعزيز الطبابة على حساب الرعاية الوقائية.
يلعب المجمع الصناعي الطبي، الذي يُعرَّف بأنه شبكة من شركات التأمين الصحي وشركات الأدوية وما شابه، دورًا في تعقيد سوق التأمين في الولايات المتحدة ويشكل خطًا رفيعًا بين الحكومة والصناعة. تشمل انتقادات أسواق التأمين التي تعمل في ظل نموذج السوق الحر الرأسمالي، الترويج للحلول الطبية مقابل تدابير الرعاية الصحية الوقائية، للحفاظ على هذا المجمع الطبي الصناعي.
يعدّ نموذج غروسمان من حجج النهج القائم على السوق بوجه التأمين الصحي، إذ يعتمد على نموذج تنافسي مثالي، لكنه انتُقد من قبل آخرين، بحجة أن ذلك يشير بشكل أساسي إلى أن الأشخاص ذوي المستويات الاجتماعية والاقتصادية العليا سيحصلون على رعاية صحية ذات جودة أفضل.